# سوت دي فيرير
بلدية سوت دي فيرير (بالإسبانية: Sot de Ferrer)‏، هي إحدى بلديات مقاطعة كاستيلون التي تقع في منطقة بلنسية، في شرق إسبانيا.
يبلغ عدد سكانها 475 نسمة وفقاً لإحصائية سنة (2006).